# Distrito de Corozal

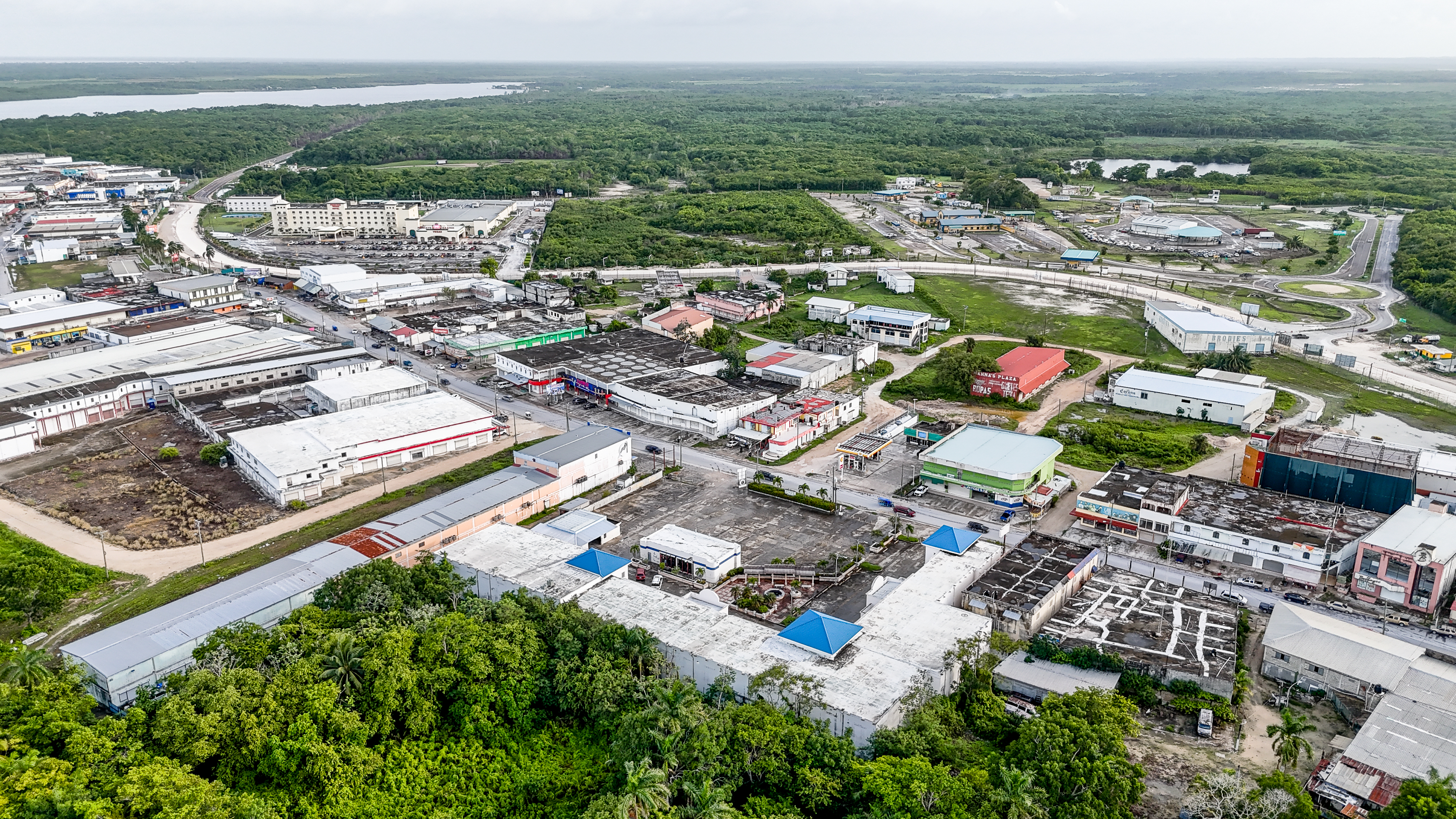
Vista aérea de la zona de libre comercio de Santa Elena, Corozal.

El distrito de Corozal es la jurisdicción situada más al norte de Belice. Su cabecera es la ciudad de Corozal.

## Geografía
En el distrito de Corozal están las ciudades y las aldeas de Benque Viejo, Calcutta, Campa Pita, Chacan Chac Mol, Chan Chen, Chunch, Chunox, Cocos, Consejo, Copper Bank, Corozalito, Cowpen, Estero, Laguna, Libertad, Little Belize, Louisville, Paraíso, Patchacan, Progreso, Puebla Nueva, Ranchito, Remate, San Joaquín, Saltillo, Sarteneja, Shipstern, Tacistal, Xaibe y Xcanluum.
Cayo Ambergris es una isla que está geográficamente cercana a esta región, pero realmente pertenece al distrito de Belice.
Las ruinas maya de Santa Rita, se encuentran en Corozal cerca de la ciudad capital en Louisville y en Cerros.

## Economía
Corozal ha sido sede de la industria azucarera de Belice. Dependió durante muchos años en la industria azucarera, incluso tiene su propia fábrica de azúcar en Libertad Village, pero en la actualidad la economía está más diversificada. La producción de azúcar y otros cultivos agrícolas, como la papaya siguen siendo fundamentales para la forma de vida de muchos Corozaleños rurales, pero las ocupaciones en la industria del turismo se están volviendo poco a poco más prominentes. Ahora, casi 65 % de Corozaleños dependen de la Zona de Libre Comercio para su empleo. La zona se encuentra en la frontera entre Belice y México.
El contrabando es la mayor fuente de crecimiento de ingresos en Corozal , ya que se encuentra junto a México, e incluye cosas tales como verduras, frutas, licores , cigarrillos y gasolina.

Zona Libre (Freezone), urbanización comercial de frontera con Chetumal, México.

## Demografía
De acuerdo con los datos del censo de 2010, vivían en el distrito 41 061 habitantes, mientras que en el censo del año 2000, el distrito tenía una población de 33 846 habitantes, lo que representa un crecimiento intercensal del 21,3%.
El 76% de la población del distrito son de origen hispanoamericano. Una de las principales características del distrito es la predominancia del uso del castellano por la población.

### Zona Libre de Belice
- Santa Elena